# 제4뇌실

상단 붉은 색 넓은 부분이 측뇌실, 짙은 푸른 색 구획 중에서 측뇌실 안쪽 덩어리 부분이 제3뇌실, 그 아래 쪽에 척추로 이어지는 다른 덩어리가 제4뇌실이다.

뇌실 중 하나로 제4뇌실(Fourth ventricle)은 숨뇌(연수)와 교의 배측면과 상소뇌각과 하소뇌각 사이의 상, 하수범이 제4뇌실을 구성한다. 연수와 교는 제4뇌실의 바닥을 구성하는데 능형와가 이곳에 존재한다. 그리고 소뇌는 제4뇌실의 지붕을 구성한다.
하수범에는 맥락총이 존재하는데 여기서 뇌척수액(CSF, cerebrospinal fluid)을 생산한다. 참고로, 제4뇌실이 주요 생산 주체는 아니며 다른 모든 뇌실들에서도 뇌척수액이 생산된다. 
제 4뇌실에는 2가지 구멍이 있는데 뇌실의 외측에 루시카공이 존재하며 뇌실하부에 마장디공이 존재한다. 이 구멍을 통해 제4뇌실에서 생산된 뇌 척수액이 뇌지주막하의 공간으로 유입된다. 제4뇌실은 제3뇌실과 중뇌를 관통하는 중뇌수도를 통하여 연결되고 아래로는 척수의 중심관과 연결된다.